# Tour de Savoie Mont-Blanc
Le Tour de Savoie Mont-Blanc (dénommée Tour des Pays de Savoie jusqu'en 2015 puis Tour de Savoie Mont-Blanc - Kings of the Mountain jusqu'en 2021) est une course cycliste par étapes française disputée dans les départements de la Savoie et de Haute-Savoie. Créé en 1999, il fait partie de l'UCI Europe Tour depuis 2009, d'abord en catégorie 2.2 puis en 1.2 depuis 2022.

## Histoire
Le Tour de Savoie est créé à l'initiative de Patrice Pion et Laurent Josserand, qui fondent JBP Sport Organisation, devenu ensuite JP Sport Organisation puis Chambéry Cyclisme Organisation. La première édition a lieu en 1999 et est composée de deux étapes disputées le même jour à Motz. Le programme s'étoffe durant les années suivantes et visite d'autres villes du département de la Savoie.
En 2005, il devient le Tour des Pays de Savoie en ouvrant son parcours à la Haute-Savoie. En 2009, il intègre l'UCI Europe Tour, dans la catégorie 2.2U, réservée aux coureurs de moins de 23 ans. En 2010, il passe en catégorie 2.2. Il est par conséquent ouvert aux équipes continentales professionnelles françaises, aux équipes continentales, à des équipes nationales et à des équipes régionales ou de clubs. Les UCI ProTeams (première division) ne peuvent pas participer.
En 2016, la course change de nom et devient le Tour de Savoie Mont-Blanc. En 2020, PMC Consultant, la société de Pierre-Maurice Courtade, devient organisateur de l'épreuve. En 2022, le Tour de Savoie Mont-Blanc n'est pas organisé. Une nouvelle course d'un jour est organisée en 2022 entre La Tour-en-Maurienne et Saint-Julien-Montdenis sous le nom de Maurienne Classic,. 

## Palmarès
| Année                     | Vainqueur           | Deuxième           | Troisième          |
| ------------------------- | ------------------- | ------------------ | ------------------ |
| Tour de Savoie            |                     |                    |                    |
| 1999                      | Christian Milesi    | Mickaël Magnin     | Yoann Petiot       |
| 2000                      | Christophe Edaleine | Florian Germain    | Nicolas Kocianski  |
| 2001                      | Florian Germain     | Nicolas Vayr       | Jean-Vincent Colin |
| 2002                      | Matthieu Sprick     | Florian Germain    | Yohan Boissy       |
| 2003                      | Matthieu Sprick     | Nicolas Dulac      | Nicolas Prin       |
| Tour des Pays de Savoie   |                     |                    |                    |
| 2004                      | Rémi Pauriol        | Nicolas Dulac      | Mathieu Perget     |
| 2005                      | Blaise Sonnery      | Nicolas Prin       | Paweł Cieślik      |
| 2006                      | Jean-Charles Sénac  | Nicolas Hartmann   | Blaise Sonnery     |
| 2007                      | Dan Martin          | Ma Haijun          | Dalivier Ospina    |
| 2008                      | Guillaume Bonnafond | Julien Bérard      | Sander Maasing     |
| 2009                      | Ben Gastauer        | Tejay van Garderen | Yannick Eijssen    |
| 2010                      | Nicolas Schnyder    | Thomas Bonnin      | Nicolas Edet       |
| 2011                      | Nikita Novikov      | Romain Bardet      | Laurent Beuret     |
| 2012                      | Stéphane Rossetto   | Warren Barguil     | Yoann Barbas       |
| 2013                      | Yoann Barbas        | Clément Chevrier   | Moisés Dueñas      |
| 2014                      | Louis Vervaeke      | Dmitri Ignatiev    | Jesús del Pino     |
| 2015                      | David Belda         | Sam Oomen          | Julien Antomarchi  |
| Tour de Savoie Mont-Blanc |                     |                    |                    |
| 2016                      | Enric Mas           | Tao Geoghegan Hart | Ben O'Connor       |
| 2017                      | Egan Bernal         | Bjorg Lambrecht    | Harm Vanhoucke     |
| 2018                      | Riccardo Zoidl      | Matteo Badilatti   | Jérémy Maison      |
| 2019                      | Chris Harper        | Pierpaolo Ficara   | Jérémy Bellicaud   |
| 2020                      | Pierre Rolland      | Alexis Guérin      | Maxim Van Gils     |
| 2021                      | Alexander Cepeda    | Roland Thalmann    | Santiago Umba      |

## Parcours par éditions
| Éditions                  | Étape 1                                                | Étape 2                                                | Étape 3                                                               | Étape 4                                                    | Étape 5                                |
| Tour de Savoie            | Tour de Savoie                                         | Tour de Savoie                                         | Tour de Savoie                                                        | Tour de Savoie                                             | Tour de Savoie                         |
| ------------------------- | ------------------------------------------------------ | ------------------------------------------------------ | --------------------------------------------------------------------- | ---------------------------------------------------------- | -------------------------------------- |
| 1999                      | Motz - Motz                                            | Motz - Motz (CLM par équipe)                           |                                                                       |                                                            |                                        |
| 2000                      | La Ravoire - La Ravoire (CLM individuel)               | La Ravoire - La Léchère                                |                                                                       |                                                            |                                        |
| 2001                      | La Ravoire - La Ravoire (CLM individuel)               | La Ravoire - Aillon-le-Jeune                           | Chambéry - Motz                                                       |                                                            |                                        |
| 2002                      | Barberaz - La Ravoire (CLM individuel)                 | La Ravoire - Motz                                      | Chambéry - Chambéry                                                   |                                                            |                                        |
| 2003                      | La Motte Servolex - Chambéry-le-Vieux (CLM individuel) | Aix-les-Bains - Les Aillons                            | Les Aillons - Saint-Colomban-des-Villards                             |                                                            |                                        |
| Tour des Pays de Savoie   |                                                        |                                                        |                                                                       |                                                            |                                        |
| 2004                      | La Ravoire - Chambéry                                  | La Motte Servolex - La Motte Servolex (CLM par équipe) | Les Aillons - Saint-Colomban-des-Villards                             |                                                            |                                        |
| 2005                      | La Ravoire - Chambéry                                  | Chambéry - Chambéry-le-Vieux (CLM par équipe)          | Les Aillons - Saint-Colomban-des-Villards                             |                                                            |                                        |
| 2006                      | Ville la Grand - Cruseilles                            | Sainte-Marie-de-Cuines - Sainte-Marie-de-Cuines        | Sainte-Marie-de-Cuines - Saint-Colomban-des-Villards (CLM individuel) | Chambéry - Chambéry                                        |                                        |
| 2007                      | Chapareillan - Chambéry (CLM individuel)               | Grignon - Ville la Grand                               | Ville la Grand - Motz                                                 | Saint Jean de Maurienne - Col du Glandon                   |                                        |
| 2008                      | Chambéry - Le Grand Bornand                            | Le Grand Bornand - La Toussuire                        | Saint Jean de Maurienne - Chambéry                                    |                                                            |                                        |
| 2009                      | Chambéry - Saint Jean de Maurienne                     | Scionzier - Saint-François-Longchamp                   | Saint Jean de Maurienne - La Toussuire                                |                                                            |                                        |
| 2010                      | Saint-Julien-en-Genevois - Archamps                    | Aoste - La Thuile                                      | La Thuile - La Giettaz                                                | Chambéry - La Toussuire                                    |                                        |
| 2011                      | Prologue : Saint Jean de Maurienne                     | Chambéry - Bourg Saint Maurice                         | Aoste - La Thuile                                                     | Vitam Parc (Neydens) - Les Houches                         |                                        |
| 2012                      | Prologue : Chambéry                                    | Les Houches - Col de Solaison                          | Vitam Parc (Neydens) - Bourg Saint Maurice                            | Bessans - Lanslebourg-Mont-Cenis                           |                                        |
| 2013                      | Châtel - Plateau d'Assy                                | Chambéry - Col de Solaison                             | Thorens-Glières - Valmeinier                                          | Saint Michel de Maurienne - La Toussuire                   |                                        |
| 2014                      | Saint Michel de Maurienne - Valmeinier                 | Chambéry - Plateau d'Assy                              | Morillon - Châtel                                                     | Châtel - Châtel (CLM)                                      | Bonneville - Plateau des Glières       |
| 2015                      | La Balme-de-Sillingy - Saint-Alban-Leysse              | Cluses - Saint-Jorioz                                  | Chambéry - Saint Michel de Maurienne                                  | Orelle - Orelle (CLM)                                      | Modane - Valmeinier                    |
| Tour de Savoie Mont Blanc |                                                        |                                                        |                                                                       |                                                            |                                        |
| 2016                      | Saint Michel de Maurienne - Cruseilles                 | Barby - Les Déserts                                    | Chambéry - Modane                                                     | Saint Michel de Maurienne - Saint-Martin-de-la-Porte (CLM) | Moûtiers - Cluses                      |
| 2017                      | La Léchère - Aussois                                   | Val-Cenis - Cluses                                     | Magland - Saint Michel de Maurienne                                   | Saint-Martin-d'Arc - Valmeinier (CLM)                      | Moûtiers - Moûtiers                    |
| 2018                      | Saint Michel de Maurienne - Bonneval-sur-Arc           | Modane - Valloire                                      | Orelle - Orelle (CLM)                                                 | Chambéry - Les Belleville                                  | Bonneville - Cluses                    |
| 2019                      | Aix les Bains - Moûtiers                               | Moûtiers - La Norma                                    | Bessans - Saint-Martin-de-la-Porte                                    | Saint-Martin-d'Arc - Les Karellis                          |                                        |
| 2020                      | Annemasse - Praz sur Arly                              | Moûtiers - Valfréjus                                   | Saint Michel de Maurienne - Valmeinier                                | Aix-les-Bains - Notre-Dame-du-Pré                          | Aix-les-Bains - Le Revard (CLM)        |
| 2021                      | Prologue : Sallanches                                  | Bonneville - Praz sur Arly                             | Termignon - Col du Galibier                                           | Orelle - Aussois                                           | Saint Jean de Maurienne - La Toussuire |